# Medicago arborea
Medicago arborea L. è una specie arbustiva della famiglia delle Fabacee (o Leguminose) diffusa sul versante settentrionale del bacino del mediterraneo, dalla penisola iberica all'Asia minore.
In ambito agricolo, trova un limitato utilizzo come foraggera arbustiva in aree marginali (con pioggia annua non inferiore a 400 mm), dove viene usata per il pascolamento estensivo principalmente di ovini e caprini. In arbusteti sperimentali di ambiente mediterraneo vengono riportate produzioni di sostanza secca di 2-6 tonnellate/ha all'anno.